# Elston
Pour les articles homonymes, voir Elston (homonymie).
Elston est un village et une paroisse civile du Nottinghamshire, en Angleterre. Il est situé dans l'est du comté, entre la Trent à l'ouest et la Devon à l'est, à une dizaine de kilomètres au sud-ouest de Newark-on-Trent. Administrativement, il relève du district de Newark and Sherwood.

## Toponymie
Le nom Elston est attesté sous la forme Elvestune dans le Domesday Book, compilé en 1086. Il désigne probablement une ferme (tūn en vieil anglais) appartenant à un individu portant le prénom norrois Eiláfr.

## Histoire
En 1086, année de la compilation du Domesday Book, le manoir d'Elston est partagé entre plusieurs propriétaires : l'évêque de Lincoln (alors Rémi de Fécamp) et les barons anglo-normands Ilbert de Lacy et Roger de Bully (en). Le village compte alors 31 habitants.

## Démographie
Au recensement de 2011, la paroisse civile d'Elston comptait 631 habitants.
| 1801 | 1811 | 1821 | 1831 | 1841 | 1851 | 1881 |
| ---- | ---- | ---- | ---- | ---- | ---- | ---- |
| 394  | 383  | 446  | 266  | 259  | 282  | 453  |

| 1891 | 1901 | 1911 | 1921 | 1931 | 1951 | 1961 |
| ---- | ---- | ---- | ---- | ---- | ---- | ---- |
| 325  | 326  | 316  | 406  | 369  | 384  | 390  |

| 1971 | 1981 | 1991 | 2001 | 2011 | - | - |
| ---- | ---- | ---- | ---- | ---- | - | - |
| ?    | ?    | ?    | ?    | 631  | - | - |

## Culture locale et patrimoine
Elston est le village natal du médecin et botaniste Erasmus Darwin (1731-1802), grand-père paternel de Charles Darwin. Le manoir d'Elston Hall, construit en 1756, est la résidence de la famille Darwin jusqu'au milieu du XXe siècle. Il a depuis été converti en une série de logements privés. C'est un monument classé de grade II depuis 1952.
L'église paroissiale d'Elston (en) est dédiée à tous les saints. Construite aux XIIIe et XIVe siècles, elle est restaurée en 1837, puis en 1856, et abrite les monuments funéraires de plusieurs membres de la famille Darwin. Elle constitue un monument classé de grade II* depuis 1967.
La chapelle d'Elston (en), qui remonte au XIIe siècle avec des ajouts aux XIVe et XVIe siècles, est l'ancienne église paroissiale du village. C'est un monument classé de grade I depuis 1952.

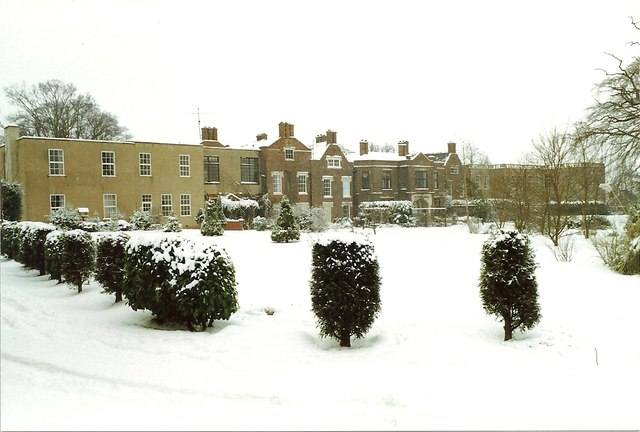
Elston Hall.
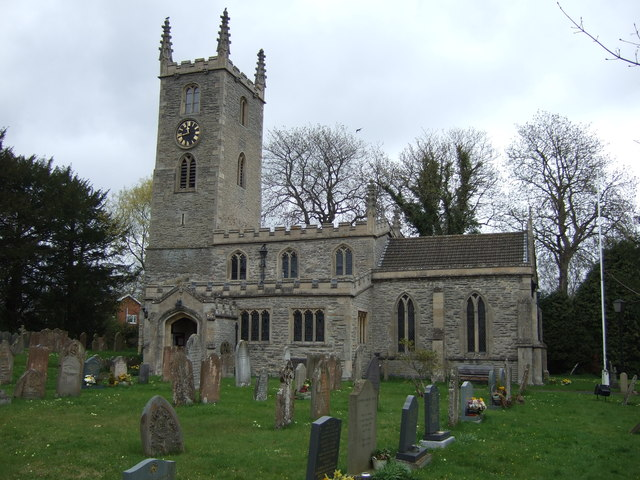
L'église paroissiale.
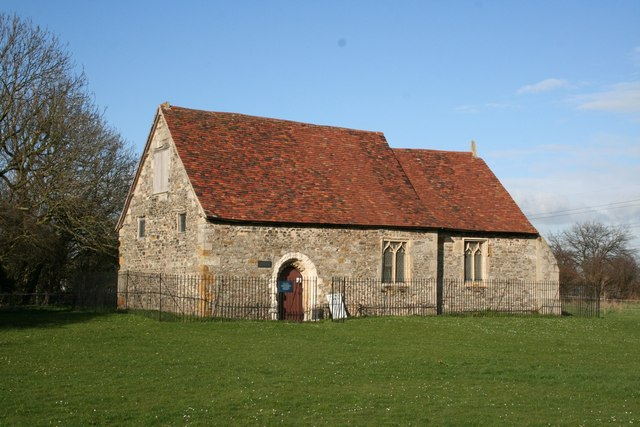
La chapelle d'Elston.